# USS Iowa (BB-61)
USS Iowa (BB-61) (biệt danh "The Big Stick") là thiết giáp hạm đầu tiên của lớp thiết giáp hạm Iowa và là chiếc tàu chiến thứ tư của Hải quân Hoa Kỳ được đặt tên nhằm vinh danh tiểu bang thứ 29 của Hoa Kỳ. Iowa là tàu chiến duy nhất của Hoa Kỳ được trang bị một bồn tắm và là chiếc duy nhất trong lớp từng hoạt động tại Đại Tây Dương trong Thế Chiến II.
Trong Thế Chiến II, Iowa khi hoạt động tại Đại Tây Dương đã phục vụ cho chuyến đưa đón Tổng thống Franklin D. Roosevelt tham dự Hội nghị Tehran. Khi được chuyển sang hạm đội Thái Bình Dương vào năm 1944, Iowa đã bắn phá các bãi biển tại Kwajalein và Eniwetok trước các cuộc tấn công đổ bộ của lực lượng Đồng Minh và hộ tống cho các tàu sân bay hoạt động tại quần đảo Marshall. Trong chiến tranh Triều Tiên, Iowa tham gia bắn phá dọc theo bờ biển Bắc Triều Tiên, trước khi được cho dừng hoạt động và chuyển về Hạm đội Dự bị Đại Tây Dương. Nó được cho hoạt động trở lại vào năm 1984 như một phần của Kế hoạch Hải quân 600 tàu chiến và hoạt động tại các hạm đội Đại Tây Dương và Thái Bình Dương để đối phó lại sự bành trướng của Hải quân Xô Viết. Vào tháng 4 năm 1989, tháp súng số 2 trên chiếc Iowa phát nổ mà không xác định được nguyên nhân, làm thiệt mạng 47 thủy thủ.
Iowa cuối cùng được cho ngừng hoạt động vào năm 1990 và được rút khỏi danh sách Đăng bạ Hải quân vào năm 1995; nhưng nó lại được đăng bạ trở lại từ năm 1999 đến năm 2006 theo một đạo luật liên bang buộc phải giữ lại và duy trì hai thiết giáp hạm lớp Iowa. Năm 2011 Iowa đã được tặng cho Trung tâm Tàu Chiến Thái Bình Dương ở Los Angeles là một tổ chức phi lợi nhuận và đã vĩnh viễn chuyển đến bến 87 tại cảng Los Angeles vào năm 2012, nơi nó đã được mở ra cho công chúng tham quan và trở thành Bảo tàng USS Iowa.

## Chế tạo
Iowa là chiếc dẫn đầu của lớp thiết giáp hạm nhanh mang tên nó, vốn được thiết kế vào năm 1938 bởi Chi nhánh Thiết kế Sơ thảo của Văn phòng Chế tạo và Sửa chữa. Nó được hạ thủy vào ngày 27 tháng 8 năm 1942, được đỡ đầu bởi Ilo Wallace (phu nhân của Phó Tổng thống Henry Wallace), và được đưa vào hoạt động ngày 22 tháng 2 năm 1943 dưới quyền chỉ huy của Hạm trưởng, Đại tá Hải quân John L. McCrea. Nó là chiếc đầu tiên trong lớp của nó được Hải quân Mỹ đưa ra hoạt động.
Dàn pháo chính của Iowa bao gồm chín khẩu Mark 7/50-caliber 406 mm (16-inch) có khả năng bắn đạn xuyên thép nặng 1.200 kg (2.600 lb) đi xa được khoảng 37 km (23 mi). Pháo hạng hai bao gồm hai mươi khẩu pháo 5-inch (127 mm)/38-caliber bố trí trong các tháp súng đôi, có tầm bắn khoảng 22 km (12 nmi). Với sự ra đời của không lực, và yêu cầu chiếm lấy và duy trì ưu thế trên không đòi hỏi phải bảo vệ hạm đội các tàu sân bay Đồng Minh đang ngày càng lớn mạnh, Iowa được trang bị một loạt các pháo phòng không Bofors 40 mm 56 cal. và Oerlikon 20 mm 70 cal. để bảo vệ các tàu sân bay khỏi bị máy bay đối phương không kích.

## Thế Chiến II (1943–1945)

### Chạy thử máy và hoạt động cùng Hạm đội Đại Tây Dương
Vào ngày 24 tháng 2 năm 1943, Iowa hướng ra biển trong một chuyến đi thử máy trong vịnh Chesapeake và dọc theo bờ biển Đại Tây Dương. Nó khởi hành ngày 27 tháng 8 năm 1943 hướng đến Argentia, Newfoundland, nhằm đối phó lại mối đe dọa của chiếc thiết giáp hạm Đức Tirpitz được báo cáo là đang hoạt động tại vùng biển Na Uy, trước khi quay trở về Hoa Kỳ vào ngày 25 tháng 10 để tiến hành bảo dưỡng trong hai tuần tại Xưởng hải quân Norfolk.

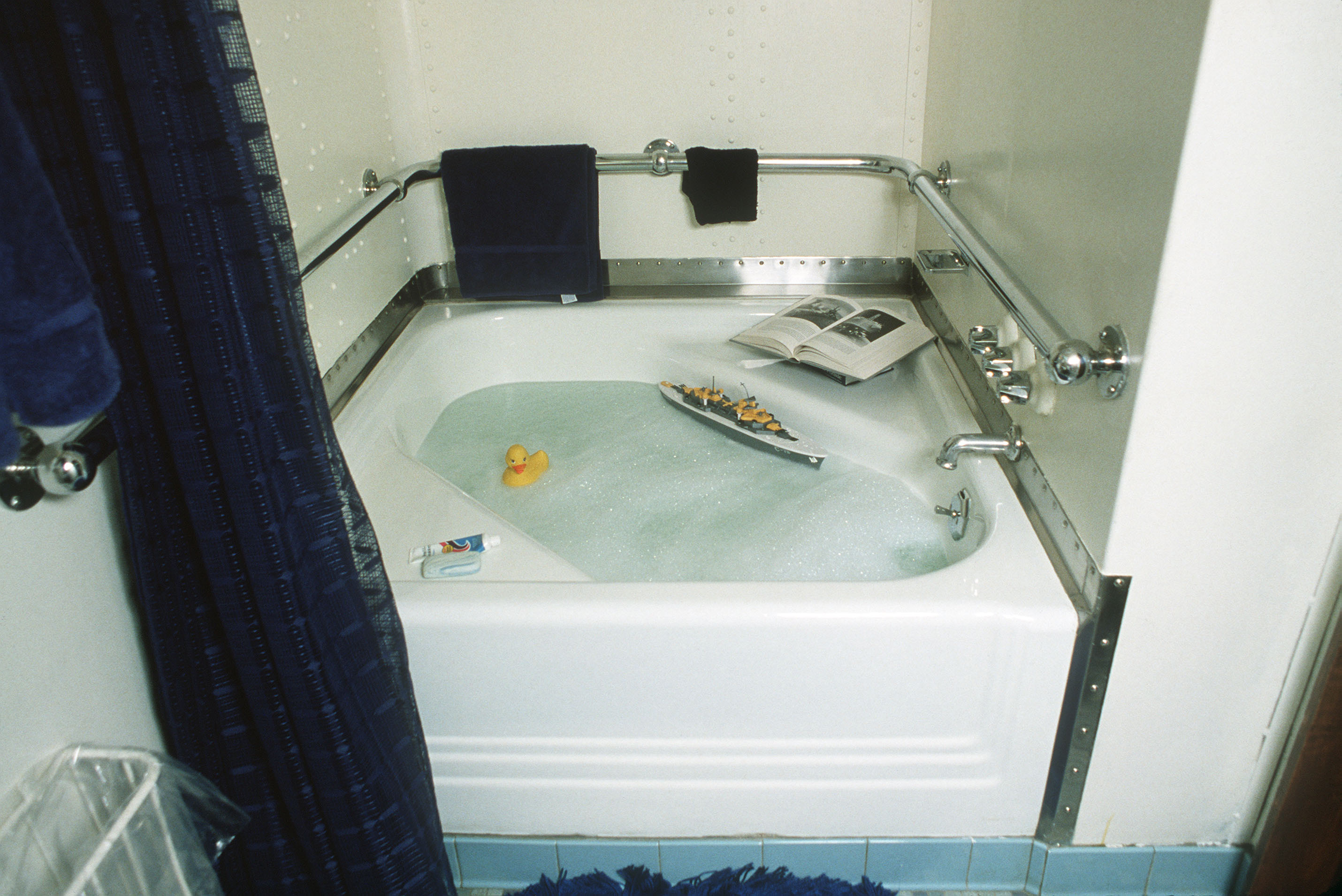
Khi Iowa được chọn để chở Tổng thống Franklin D. Roosevelt đi dự các Hội nghị Cairo và Tehran, nó được trang bị một bồn tắm để tạo tiện nghi cho Tổng thống Hoa Kỳ. Roosevelt vốn bị khập khiễng từ năm 1921, nên không thể sử dụng hiệu quả vòi tắm thông thường. Bồn tắm này trở thành chiếc duy nhất từng được trang bị cho một tàu chiến Hải quân Hoa Kỳ.

Sau khi được tiếp nhiên liệu và được các tàu khác hộ tống, Iowa chở Tổng thống Franklin D. Roosevelt, Ngoại trưởng Cordell Hull và các tướng lĩnh đến Casablanca, Maroc, chặng đầu tiên trong hành trình đi dự Hội nghị Tehran. Trong số các tàu chiến hộ tống cho Iowa trong chuyến đi này có William D. Porter, một tàu khu trục thuộc lớp Fletcher, vốn đã can dự vào một tai nạn rủi ro vào đêm hôm trước khi mỏ neo của nó xé rách hàng rào và giá treo thuyền cứu sinh một chiếc tàu khu trục chị em neo đậu bên cạnh. Ngày hôm sau, một quả mìn sâu trên boong chiếc Porter bị rời ra và rơi xuống biển phát nổ, khiến cho Iowa cùng các tàu hộ tống khác phải thực hiện cơ động lẩn tránh vì suy đoán rằng lực lượng hạm đội đang bị ngư lôi từ các tàu ngầm U-boat của Đức tấn công.
Vào ngày 14 tháng 11, theo yêu cầu của Roosevelt, Iowa tiến hành thực tập pháo phòng không để trình diễn khả năng tự bảo vệ. Cuộc thực tập được bắt đầu bằng việc thả một số quả bóng bay dùng làm mục tiêu. Trong khi hầu hết các quả bóng bị các xạ thủ trên chiếc Iowa bắn trúng, một số tiếp tục bay về phía William D. Porter và cũng bị bắn trúng. Sau đó chiếc Porter cùng các tàu hộ tống khác trình diễn một cuộc thực tập ngư lôi bằng cách mô phỏng một cuộc phóng nhắm vào chiếc Iowa. Cuộc thực tập này bất ngờ suýt trở thành thảm họa khi quả ngư lôi số 3 trên William D. Porter phóng ra khỏi ống và hướng thẳng về chiếc Iowa.
William D. Porter tìm cách báo hiệu cho chiếc Iowa về việc quả ngư lôi đang hướng đến gần, nhưng do quy định giữ im lặng vô tuyến, họ buộc phải sử dụng tín hiệu đèn. Chiếc tàu khu trục lại nhầm lẫn hướng đi của quả ngư lôi nên chuyển đi một thông điệp sai đến chiếc Iowa rằng Porter đang hỗ trợ mà không đề cập đến việc một quả ngư lôi đang ở dưới nước. Trong tình thế tuyệt vọng, cuối cùng chiếc tàu khu trục phải phá vỡ sự im lặng vô tuyến, dùng mật mã chuyển một thông điệp cảnh báo đến chiếc Iowa về việc quả ngư lôi đang hướng đến. Sau khi xác nhận được nguồn gốc của bức điện, Iowa phải ngoặc gấp để tránh quả ngư lôi. Trong khi đó, Roosevelt nhận được tin về mối đe dọa đang đến gần, đã yêu cầu cận vệ đẩy chiếc xe lăn của ông ra sát mạn con tàu chiến. Không lâu sau đó, quả ngư lôi phát nổ trong đợt sóng của con tàu; Iowa được bình an và quay các khẩu súng của nó hướng vào chiếc William D. Porter do mối lo ngại con tàu hộ tống này can dự vào một cuộc mưu sát tổng thống.
Iowa hoàn tất nhiệm vụ hộ tống Tổng thống vào ngày 16 tháng 12 khi đưa ông quay trở về đến Hoa Kỳ. Roosevelt phát biểu trước thủy thủ đoàn chiếc Iowa trước khi rời tàu:"...từ tất cả những gì tôi nghe và tôi thấy, Iowa là một "con tàu hạnh phúc", và vì đã từng phục vụ trong hải quân trong nhiều năm, tôi biết, và các bạn cũng biết, điều đó nghĩa là gì". Ông cũng đề cập đến những tiến bộ đạt được trong cuộc hội đàm trước khi kết thúc bài phát biểu: "... chúc các bạn may mắn, và xin nhớ là trên tinh thần, tôi luôn ở cùng các bạn, từng người một trong tất cả các bạn."

### Phục vụ cùng Hải đội Thiết giáp hạm 7

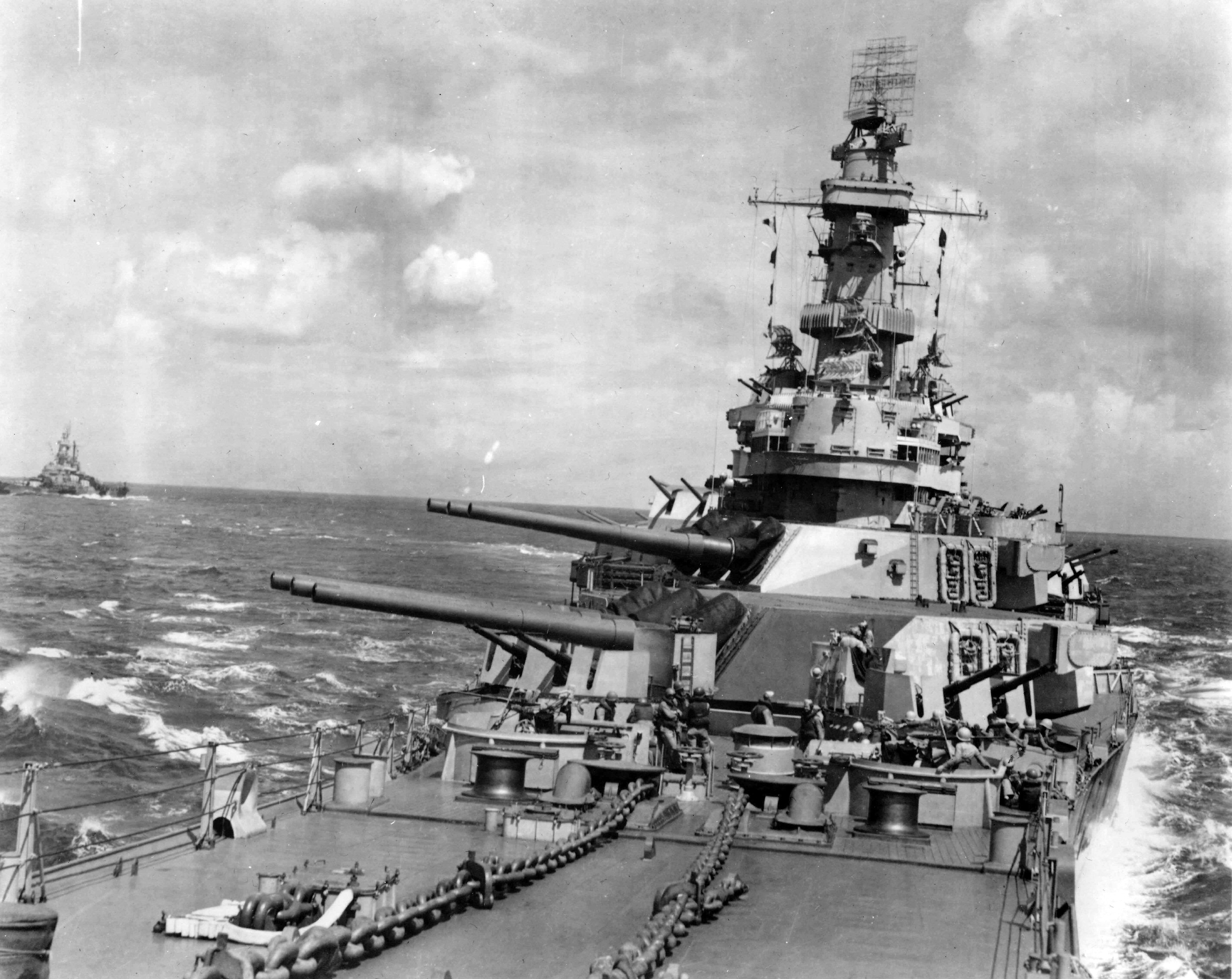
Thiết giáp hạm Indiana chuẩn bị khai hỏa các khẩu pháo chính của nó. Có thể thấy Iowa ở phía đàng xa.

Trở thành soái hạm của Hải đội Thiết giáp hạm 7, Iowa rời Hoa Kỳ ngày 2 tháng 1 năm 1944 lên đường đi Thái Bình Dương, đi ngang qua kênh đào Panama vào ngày 7 tháng 1, và chuẩn bị hoạt động tác chiến mở màn tại quần đảo Marshall. Từ ngày 29 tháng 1 đến ngày 3 tháng 2, nó hỗ trợ các cuộc không kích từ các tàu sân bay thuộc Đội đặc nhiệm 38.3 của Chuẩn Đô đốc Frederick C. Sherman xuống các đảo san hô Kwajalein và Eniwetok. Nhiệm vụ tiếp theo của nó là hỗ trợ các cuộc không kích xuống căn cứ hải quân và tiếp tế chủ lực của Nhật Bản tại Truk thuộc quần đảo Caroline. Iowa cùng với các tàu chiến khác được tách ra khỏi lực lượng hỗ trợ vào ngày 16 tháng 2 năm 1944 để thực hiện đợt càn quét tàu bè quanh khu vực Truk, nhằm mục đích tiêu diệt các tàu bè đối phương đang tháo chạy về phía Bắc. Vào ngày 21 tháng 2, chiếc thiết giáp hạm phối hợp cùng Lực lượng Đặc nhiệm tàu sân bay nhanh thực hiện các đợt tấn công nhắm vào Saipan, Tinian, Rota và Guam trong quần đảo Mariana. Trong đợt hoạt động này, Iowa đã giúp đánh chìm chiếc tàu tuần dương hạng nhẹ Katori.
Vào ngày 18 tháng 3 năm 1944, Iowa, treo cờ hiệu của Phó Đô đốc Willis A. Lee, tham gia việc bắn phá đảo san hô Mili thuộc quần đảo Marshall. Mặc dù bị bắn trúng hai phát đạn 120 mm (4,7 inch) Nhật Bản, Iowa chỉ bị thiệt hại nhẹ. Sau đó nó gia nhập Lực lượng Đặc nhiệm 58 vào ngày 30 tháng 3, và hỗ trợ cho các cuộc không kích lên quần đảo Palau và Woleai thuộc quần đảo Carolines trong nhiều ngày.
Từ ngày 22 đến ngày 28 tháng 4 năm 1944, Iowa hỗ trợ cho các cuộc không kích nhắm vào các đảo Hollandia (hiện nay là Jayapura), Aitape và Wakde nhằm giúp cho lực lượng lục quân tại Aitape và tại Tanahmerah và vịnh Humboldt ở Tân Guinea. Sau đó nó tham gia đợt tấn công thứ hai của Lực lượng đặc nhiệm vào Truk trong các ngày 29 và 30 tháng 4 và bắn phá các cơ sở Nhật Bản tại Ponape thuộc quầ đảo Caroline vào ngày 1 tháng 5.
Vào giai đoạn mở màn của Chiến dịch quần đảo Mariana và Palau, Iowa bảo vệ các tàu sân bay Mỹ trong các cuộc không kích xuống các đảo Saipan, Tinian, Guam, Rota và Pagan trong ngày 12 tháng 6. Sau đó Iowa tách ra để bắn phá các cơ sở đối phương tại Saipan và Tinian trong các ngày 13 và 14 tháng 6, phá hủy được một kho đạn Nhật. Trong ngày 19 tháng 6, trong trận chiến biển Philippine, Iowa, trong thành phần hàng thiết giáp hạm của Lực lượng Đặc nhiệm 58, đã giúp đẩy lui bốn đợt không kích lớn lao của Hạm đội Cơ động Nhật Bản. Kết quả của trận đánh quan trọng này là đã tiêu diệt hầu hết không lực trên tàu sân của Hải quân Đế quốc Nhật Bản, trong đó Iowa đã góp phần mình khi bắn rơi ba máy bay đối phương. Sau đó Iowa tham gia việc truy đuổi hạm đội đối phương đang tháo chạy, bắn rơi một máy bay ném ngư lôi và trợ giúp vào việc tiêu diệt một chiếc khác.
Trong suốt tháng 7, Iowa tiếp tục tuần tra ngoài khơi vùng biển Mariana hỗ trợ các cuộc không kích xuống Palaus và cuộc đổ bộ lên Guam. Sau khi nghỉ ngơi một tháng, Iowa khởi hành từ Eniwetok trong thành phần của Đệ Tam hạm đội, và hỗ trợ cho việc đổ bộ lên Peleliu vào ngày 17 tháng 9. Sau đó nó bảo vệ cho các tàu sân bay trong các cuộc không kích vào miền Trung Philippines để vô hiệu hóa không lực đối phương, chuẩn bị cho cuộc đổ bộ đã được chờ đợi từ lâu lên quần đảo này. Ngày 10 tháng 10, Iowa đến vùng biển ngoài khơi Okinawa cho một loạt các cuộc không kích lên quần đảo Ryukyu và Đài Loan. Sau đó nó hỗ trợ cho các đợt không kích nhắm vào Luzon vào ngày 18 tháng 10 và tiếp tục vai trò này cho đến khi diễn ra cuộc đổ bộ lên Leyte của Tướng Douglas MacArthur vào ngày 20 tháng 10.
Trong một nỗ lực cuối cùng nhằm ngăn chặn chiến dịch tái chiếm Philippines của Hoa Kỳ, Hải quân Đế quốc Nhật Bản vách ra kế hoạch phản công “Shō-Gō 1“ bao gồm ba gọng kìm nhằm tiêu diệt lực lượng đổ bộ Hoa Kỳ trong vịnh Leyte. Kế hoạch này sử dụng những tàu sân bay còn sống sót dưới quyền Phó đô đốc Jisaburō Ozawa làm mồi nhữ để thu hút các tàu sân bay thuộc Lực lượng Đặc nhiệm 38 ra khỏi bãi đổ bộ tại Philippine, cho phép các hạm tàu nổi dưới quyền các đô đốc Takeo Kurita, Kiyohide Shima và Shōji Nishimura xâm nhập qua các eo biển San Bernardino và Surigao, đi đến vịnh Leyte và tiêu diệt lực lượng đổ bộ.
Iowa tháp tùng Lực lượng Đặc nhiệm 38 trong khi máy bay từ tàu sân bay của đơn vị này không kích vào Lực lượng Trung tâm Nhật Bản, dưới quyền Phó đô đốc Kurita, khi chúng băng qua biển Sibuyan để hướng đến eo biển San Bernardino. Báo cáo kết quả được phóng đại và việc Lực lượng Trung tâm Nhật Bản tạm thời rút lui đã khiến Đô đốc William "Bull" Halsey tin rằng lực lượng đối phương không còn là mối đe dọa cho chiến dịch đổ bộ lên Leyte. Và do đó, Iowa cùng với Lực lượng Đặc nhiệm 38 đi lên phía Bắc đuổi theo Lực lượng phía Bắc Nhật Bản, được phát hiện ngoài khơi mũi Engaño, Luzon. Sáng ngày 25 tháng 10, khi những tàu chiến của Lực lượng phía Bắc đối phương hầu như nằm trong tầm pháo của nó, lại có tin tức về việc Lực lượng Trung tâm Nhật Bản đang tấn công các tàu sân bay hộ tống Hoa Kỳ ngoài khơi Samar. Mối đe dọa đến lực lượng đổ bộ buộc Lực lượng Đặc nhiệm 38 phải đổi hướng xuống phía Nam hỗ trợ cho những tàu sân bay hộ tống mong manh. Tuy nhiên, sự kháng cự kiên cường của lực lượng khiêm tốn thuộc Đệ thất Hạm đội đã buộc phía Nhật Bản phải rút lui, và chiếc thiết giáp hạm đã không có dịp đối đầu với những đối thủ Nhật Bản. Sau Trận chiến vịnh Leyte, nó tiếp tục ở lại vùng biển Philippines để bảo vệ các tàu sân bay trong những đợt không kích xuống Luzon và Đài Loan.

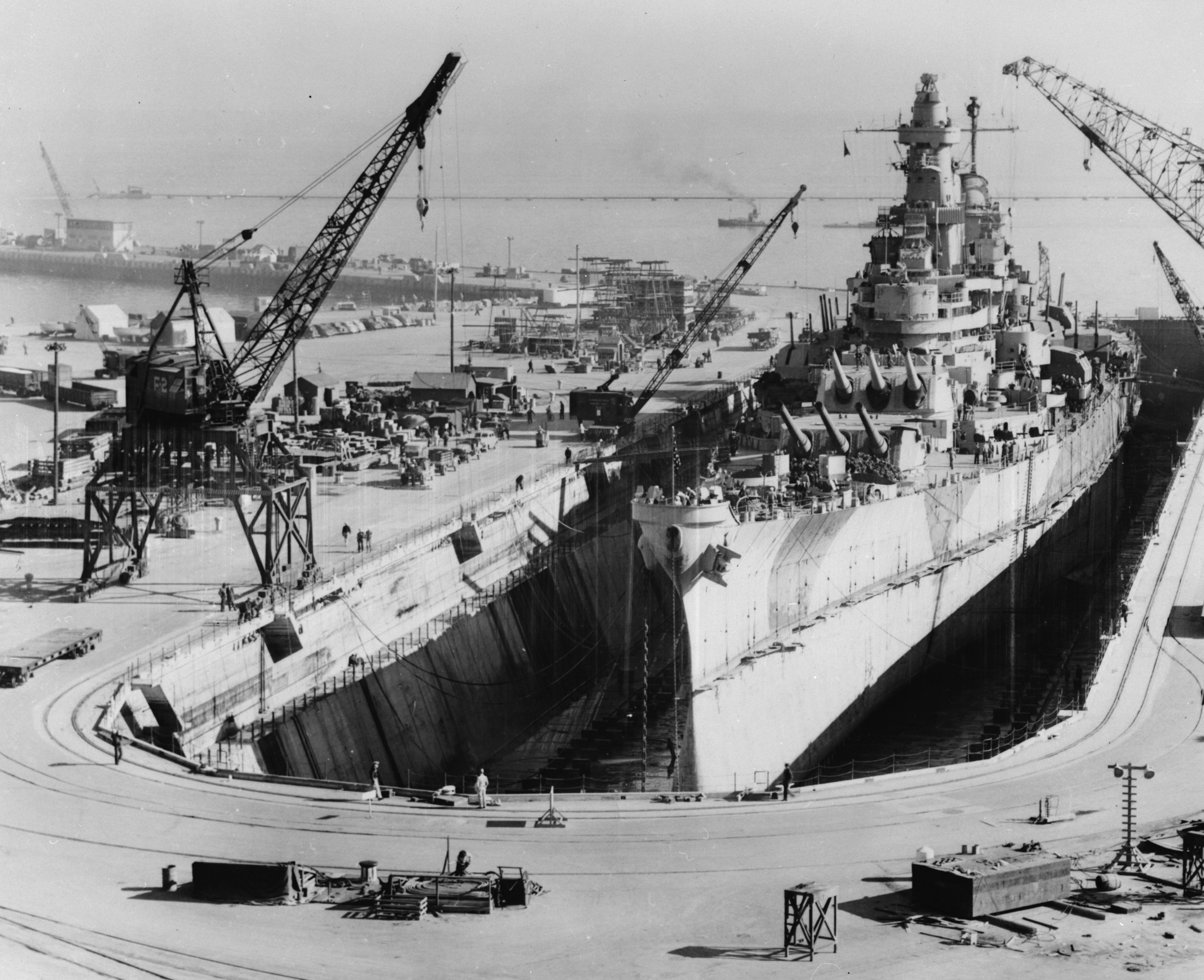
Iowa trong ụ tàu tại San Francisco, California, được sửa chữa và hiện đại hóa sau khi bị hư hại do cơn bão Cobra

Vào ngày 18 tháng 12, những tàu chiến thuộc Lực lượng Đặc nhiệm 38 bất ngờ nhận ra họ phải chiến đấu để sống sót, khi cơn bão Cobra bất ngờ ập đến và bao trùm toàn bộ lực lượng của họ: 7 tàu sân bay hạm đội, 6 tàu sân bay hạng nhẹ, 8 thiết giáp hạm, 15 tàu tuần dương và khoảng 50 tàu khu trục, khi họ đang được tiếp nhiên liệu ngoài biển. Vào lúc này các con tàu đang hoạt động cách 300 mi (500 km) về phía Đông Luzon, trong biển Philippine. Các tàu sân bay vừa hoàn tất chiến dịch không kích kéo dài ba ngày xuống các sân bay Nhật Bản, nhằm áp chế không quân đối phương để hỗ trợ cho cuộc đổ bộ lên Mindoro, Philippines. Lực lượng đặc nhiệm hẹn gặp gỡ đội tiếp nhiên liệu dưới quyền Đại tá Hải quân Jasper T. Acuff vào ngày 17 tháng 12, dự định sẽ tiếp nhiên liệu cho tất cả các con tàu và thay thế những máy bay bị mất.
Cho dù tình trạng biển động mạnh hơn diễn ra suốt ngày, những nhiễu loạn do áp thấp gần đó không đưa ra cảnh báo gì cho cơn bão đang hình thành. Sang ngày 18 tháng 12, cơn bão nhỏ nhưng mạnh bất ngờ chụp xuống lực lượng đặc nhiệm trong khi nhiều con tàu đang tìm cách tiếp nhiên liệu. Nhiều chiếc lọt vào vùng tâm bão và bị sóng biển cùng gió mạnh vùi dập. Ba tàu khu trục, Hull (DD-350), Monaghan (DD-354) và Spence (DD-512), bị lật úp và đắm với tổn thất nhân mạng hầu hết con tàu; trong khi một tàu tuần dương, năm tàu sân bay và ba tàu khu trục bị hư hại nặng. Khoảng 790 sĩ quan và thủy thủ đã thiệt mạng hay mất tích, và thêm 80 người khác bị thương. Hỏa hoạn bùng phát trên ba tàu sân bay khi máy bay bị bung khỏi cáp giữ trong hầm chứa và va chạm vào nhau, và khoảng 146 máy bay trên những tàu khác nhau bị cuốn trôi xuống biển hay hư hại do hỏa hoạn hay va chạm đến mức không thể sửa chữa hiệu quả.
Iowa báo cáo không có thương vong về nhân mạng do cơn bão, nhưng nó bị sóng đánh cuốn mất một trong số thủy phi cơ mang theo và bị hư hại một trục chân vịt. Hư hại của Iowa nghiêm trọng đến mức nó buộc phải quay về một xưởng tàu tại lục địa Hoa Kỳ để sửa chữa, nên nó lên đường quay trở về vùng bờ Tây vào cuối tháng 12, về đến San Francisco, California vào ngày 15 tháng 1 năm 1945. Trong quá trình sửa chữa và đại tu, Iowa cũng được cải tiến khi khu vực cầu tàu được bọc kín, và được trang bị các hệ thống radar và điều khiển hỏa lực tiên tiến hơn.

### Bắn phá Nhật Bản

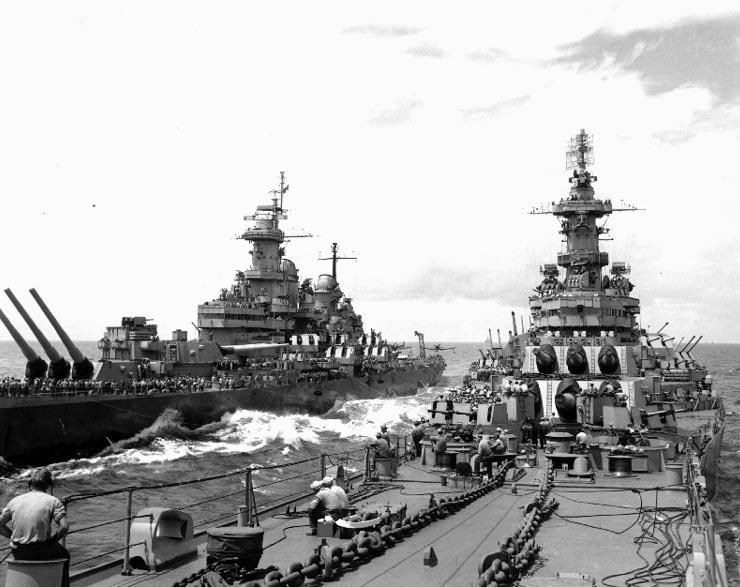
(bên trái) chuyển nhân sự sang Iowa trước khi diễn ra lễ ký kết văn kiện đầu hàng vào ngày 2 tháng 9

Iowa lên đường vào ngày 19 tháng 3 năm 1945 để hướng đến Okinawa, đến nơi vào ngày 15 tháng 4 khi nó thay phiên cho tàu chị em New Jersey (BB-62). Từ ngày 24 tháng 4, nó hỗ trợ cho hoạt động của các tàu sân bay nhằm xác lập và duy trì ưu thế trên không, để hỗ trợ cho cuộc chiến đấu của lực lượng trên bộ. Sau đó nó hỗ trợ cho các chiến dịch không kích xuống miền Nam đảo Kyūshū từ ngày 25 tháng 5 đến ngày 13 tháng 6, rồi đi lên phía Bắc đến ngoài khơi các đảo Honshū và Hokkaidō, hỗ trợ chiến dịch không kích các đảo chính quốc Nhật Bản trong các ngày 14 và 15 tháng 7; bản thân chiếc thiết giáp hạm đã trực tiếp bắn phá khu vực Muroran trên đảo Hokkaidō, phá hủy các nhà máy thép và các mục tiêu khác. Thành phố Hitachi trên đảo Honshū bị bắn phá trong đêm 17-18 tháng 7; và Kahoolawe là mục tiêu tiếp theo trong đêm 29-30 tháng 7. Nó quay trở lại hộ tống cho các tàu sân bay nhanh cho đến khi chiến sự kết thúc vào ngày 15 tháng 8. Nhật Bản phải chấp nhận đầu hàng sau khi hai quả bom nguyên tử được ném xuống Hiroshima và Nagasaki đồng thời Liên Xô tuyên chiến và tiến quân vào Mãn Châu.
Vào ngày 27 tháng 8, Iowa cùng tàu chị em Missouri (BB-63) tiến vào vịnh Sagami để giám sát việc đầu hàng tại Quân khu Hải quân Yokosuka. Nó cùng lực lượng chiếm đóng tiến vào vịnh Tokyo hai ngày sau đó, nơi một số thủy thủ của Missouri tạm thời chuyển sang Iowa trong thời gian diễn ra lễ ký kết chính thức Văn kiện đầu hàng bên trên Missouri. Sau khi phục vụ như là soái hạm cho Đô đốc Halsey trong buổi lễ vào ngày 2 tháng 9, con tàu tiếp tục hiện diện trong vịnh Tokyo trong thành phần lực lượng chiếm đóng; sau đó nó tham gia Chiến dịch Magic Carpet để giúp hồi hương những quân nhân sắp giải ngũ và những cựu tù binh chiến tranh Đồng Minh. Nó rời vịnh Tokyo vào ngày 20 tháng 9 để quay trở về Hoa Kỳ.

## Sau Thế Chiến II (1945–1949)
Iowa về đến Seattle, Washington vào ngày 15 tháng 10 năm 1945, và sau đó lên đường đi Long Beach, California, nơi nó tham gia các hoạt động huấn luyện cho đến khi quay trở lại Nhật Bản vào năm 1946, phục vụ như là soái hạm của Đệ Ngũ hạm đội. Con tàu quay trở về Hoa Kỳ vào ngày 25 tháng 3, tiếp tục vai trò của một tàu huấn luyện; và trong những hoạt động thực tập và huấn luyện thường lệ, nó còn đón lên tàu những học viên sĩ quan và nhân sự của Hải quân Dự bị Hoa Kỳ cho những chuyến đi thực tập.
Vào tháng 10, Iowa trải qua một lượt đại tu và hiện đại hóa, khi nó được bổ sung một dàn radar SK-2 và tháo dỡ bớt một số khẩu đội phòng không 20 mm và 40 mm. Đến tháng 7, sau khi chịu đựng cuộc thử nghiệm bom nguyên tử tại đảo san hô Bikini trong khuôn khổ Chiến dịch Crossroads, chiếc thiết giáp hạm cũ Nevada (BB-36) được chọn làm mục tiêu để thực hành tác xạ bắn đạn thật cho Iowa cùng các đơn vị hải quân và không quân khác. Nevada đã chịu đựng một loạt các kiểu đạn dược khác nhau từ Iowa và các tàu tuần dương và tàu khu trục khác, cho đến khi nó trúng một quả ngư lôi phóng từ máy bay phía giữa tàu, và đắm tại vị trí 65 mi (105 km) ngoài khơi Trân Châu Cảng vào ngày 31 tháng 7 năm 1948.
Như một phần của kế hoạch cắt giảm lực lượng vũ trang sau Thế Chiến II, Iowa được cho ngừng hoạt động tại vào tháng 9 năm 1948, và chính thức xuất biên chế vào ngày 24 tháng 3 năm 1949 để đưa về Hạm đội Dự bị Thái Bình Dương.

## Chiến tranh Triều Tiên (1951–1952)
Sau khi lực lượng Bắc Triều Tiên tấn công xuống lãnh thổ Nam Triều Tiên vào ngày 25 tháng 6 năm 1950, khiến xung đột bùng nổ, Hoa Kỳ và các nước Đồng Minh đã can thiệp nhân danh lực lượng Liên Hợp Quốc. Sau khi bị bất ngờ, Tổng thống Harry S. Truman đã nhanh chóng phản ứng, ra lệnh gửi lực lượng và phương tiện đang trú đóng tại Nhật Bản đến giúp đỡ lực lượng Nam Triều Tiên, cùng với một lực lượng hải quân lớn đế khu vực để hỗ trợ. Như một phần của việc huy động lực lượng hải quân, Iowa được cho hoạt động trở lại vào ngày 14 tháng 7 năm 1951 và chính thức nhập biên chế vào ngày 25 tháng 8 năm 1951 dưới quyền chỉ huy của Hạm trưởng, Đại tá hải quân William R. Smedberg, III. Chiếc thiết giáp hạm đi đến vùng biển Triều Tiên vào tháng 3 năm 1952, nơi nó thay phiên cho tàu chị em Wisconsin (BB-64) vào ngày 1 tháng 4, và trở thành soái hạm cho Phó đô đốc Robert P. Briscoe, Tư lệnh Đệ Thất hạm đội.
Trong hoạt động tác chiến đầu tiên tại vùng chiến sự Triều Tiên, Iowa đã bắn hải pháo xuống khu vực gần Wonsan - Sŏngjin vào ngày 8 tháng 4 nhằm phá vỡ các tuyến đường tiếp liệu của phía Bắc Triều Tiên. Sang ngày hôm sau, nó cùng các tàu chiến khác bắn phá các vị trí tập trung quân và hậu cần đối phương cũng như vị trí pháo binh chung quanh Suwon Dan và Kojo. Vào ngày 13 tháng 4, nó bắn hải pháo để hỗ trợ cho Quân đoàn I Nam Triều Tiên, phá hủy một sở chỉ huy cùng sáu khẩu đội pháo; rồi sang ngày hôm sau nó tiến vào phạm vi cảng Wonsan để bắn phá các kho hàng, ga đường sắt và trạm trinh sát. Đến ngày 20 tháng 4, nó bắn phá các vị trí đường sắt tại Tanchon, phá hủy bốn hầm đường sắt trước khi đi đến ngoài khơi Chindong và Kosong, tiếp tục bắn phá các vị trí đối phương trong hai ngày.

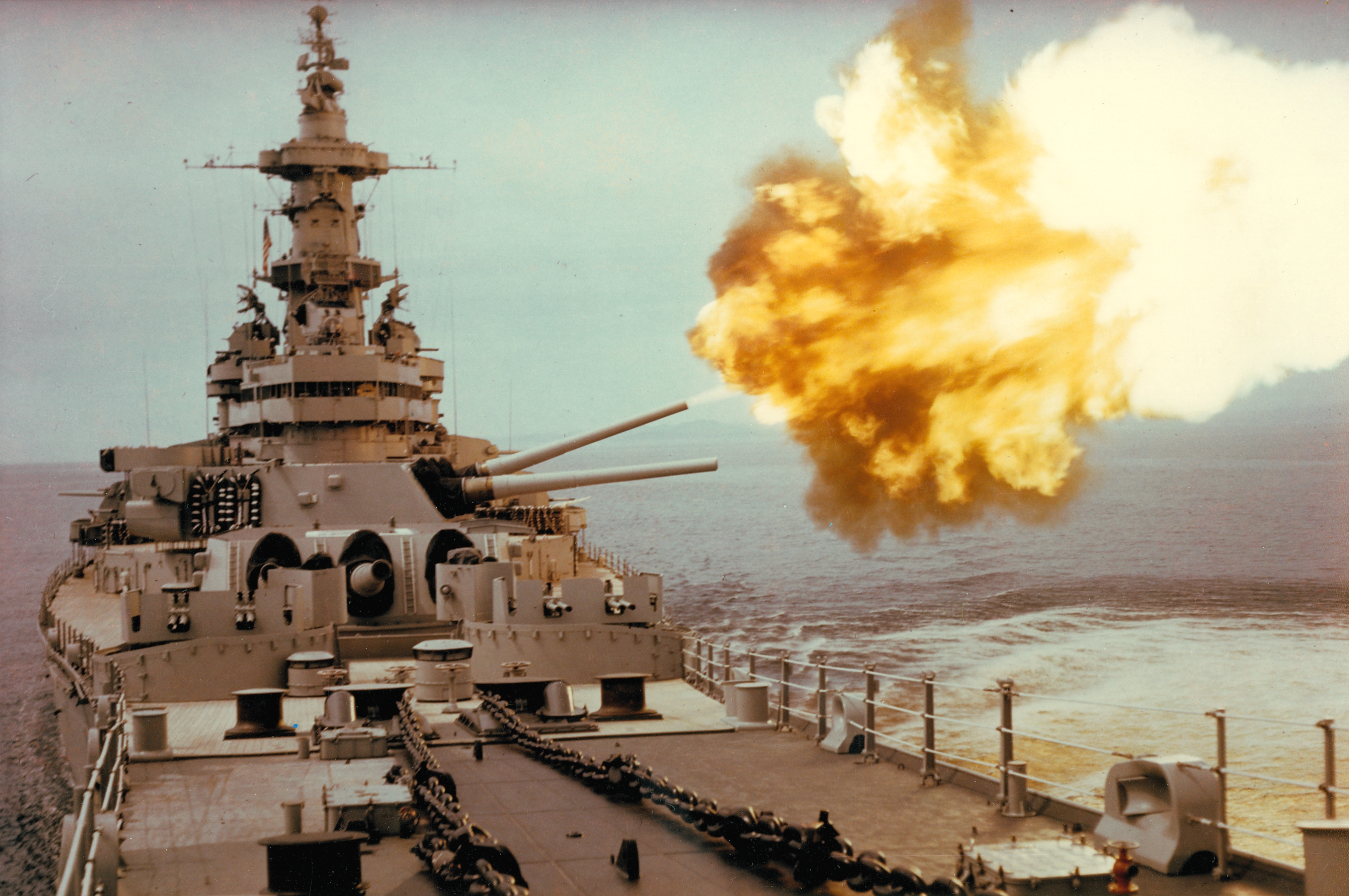
USS Iowa đang bắn đạn pháo 16 in xuống mục tiêu tại Bắc Triều Tiên, 1952.

Iowa đi đến vùng biển ngoài khơi Chongjin, một trung tâm công nghiệp Bắc Triều Tiên vốn chỉ cách biên giới Liên Xô 48 hải lý (89 km), vào ngày 25 tháng 5. Nó tiếp nối một hoạt động tương tự của tàu chị em Missouri, khi bắn phá các nhà máy công nghiệp và trung tâm đầu mối đường sắt tại đây, rồi di chuyển xuống phía Nam để hỗ trợ cho hoạt động tác chiến của Quân đoàn X. Trên đường đi, nó lại bắn phá khu vực Sŏngjin, phá hủy nhiều hầm và cầu đường sắt tại khu vực này. Vào ngày 28 tháng 5, chiếc thiết giáp hạm gia nhập trở lại thành phần chủ lực của hạm đội đang hỗ trợ cho Quân đoàn X, bắn phá nhiều vị trí đối phương tại cảng Wonsan.
Trong suốt tháng 6, Iowa hoạt động bắ phá các mục tiêu tại Mayang-do, Tanchon, Chongjin, Chodo-Sokcho và các cảng Hŭngnam và Wonsan nhằm hỗ trợ cho các lực lược Liên Hợp Quốc và Nam Triều Tiên. Vào ngày 9 tháng 6, máy bay trực thăng của nó đã cứu vớt một phi công từ tàu sân bay Princeton (CV-37) bị bắn rơi. Vào lúc đó Princeton đang hoạt động cùng Lực lượng Đặc nhiệm 77, cùng với các tàu sân bay khác tham gia một chiến dịch ném bom các tuyến đường tiếp vận, vị trí tập trung lực lượng và các cơ sở hậu cần đối phương. Máy bay từ tàu sân bay cũng thực hiện các phi vụ hỗ trợ gần mặt đất cho cuộc chiến đấu chống lại lực lượng Bắc Triều Tiên.
Vào ngày 20 tháng 8, Iowa nhận lên tàu chín người bị thương từ chiếc Thompson (DD-627) sau khi chiếc tàu khu trục lớp Gleaves này trúng đạn pháo từ một khẩu đội pháo bờ biển Trung Quốc, đang khi nó bắn phá các vị trí đối phương tại Sŏngjin. Vào lúc này Iowa đang hoạt động cách Sŏngjin 16 mi (26 km) về phía Nam, và sau khi tiếp nhận những người bị thương nó hộ tống cho Thompson rút lui về vùng biển an toàn.

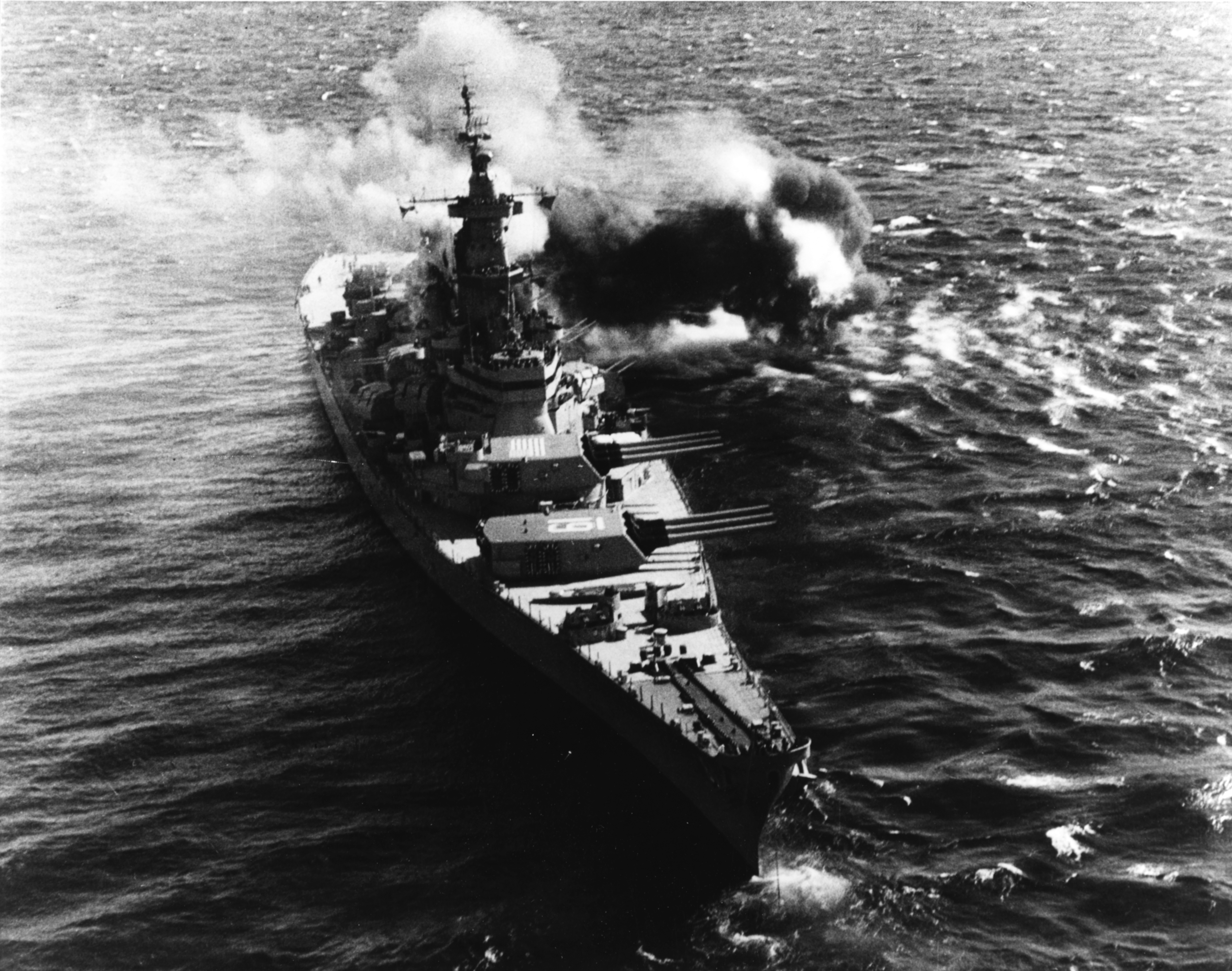
Iowa đang nả pháo ngoài khơi bờ biển Koje, ngày 17 tháng 10 năm 1952.

Vào ngày 23 tháng 9, Đại tướng Mark Wayne Clark, Tổng tư lệnh Lực lượng Liên Hợp Quốc tại Triều Tiên, đã viếng thăm Iowa. Ông thị sát hoạt động của chiếc thiết giáp hạm khi nó bắn phá Wonsan lần thứ ba, phá hủy một kho đạn lớn. Đến ngày 25 tháng 9, nó lại bắn phá một tuyến đường sắt và một đoàn tàu 30 toa xe. Sang tháng 10, nó tham gia Chiến dịch Decoy, một hoạt động nghi binh nhằm đánh lừa đối phương tiến đến Kojo, trong tầm bắn của đạn pháo hạng nặng từ các thiết giáp hạm. Trong chiến dịch này, nó hoạt động hỗ trợ phòng không cho Mount McKinley (AGC-7), một tàu chỉ huy đổ bộ.
Vào tháng 10, 1952, Iowa đã phục vụ như là soái hạm cho Tư lệnh Đệ Thất hạm đội, và trước khi kết thúc lượt phục vụ tại Triều Tiên, nó đã tham gia 43 hoạt động bắn phá mục tiêu đối phương tại các khu vực Wonsan, Songjin, Kojo, Chaho, Toejo, Simpo, Hungnam và phía Bắc Inchon, Bắc Triều Tiên, cùng 27 hoạt động hỗ trợ hải pháo tại vùng chiến sự. Trong các hoạt động này, nó đã bắn 16.689 quả đạn pháo chính và pháo hạng hai xuống các mục tiêu đối phương. Con tàu được tặng thưởng Huy chương Phục vụ Liên Hợp Quốc và Huy chương Phục vụ Triều Tiên cùng một ngôi sao đồng.

## Sau Chiến tranh Triều Tiên (1953–1957)
Quay trở về Hoa Kỳ, Iowa thực hiện một chuyến đi thực tập cho học viên sĩ quan đến vùng biển Bắc Âu vào tháng 7, 1953, và không lâu sau đó đã tham gia Chiến dịch “Mariner”, một cuộc tập trận lớn của Khối NATO, nơi nó phục vụ như là soái hạm của Phó đô đốc Edmund T. Wooldridge, Tư lệnh Đệ Nhị hạm đội. Sau khi hoàn tất cuộc tập trận, nó hoạt động tại khu vực Virginia Capes, và đến tháng 9, 1954 đã trở thành soái hạm cho Chuẩn đô đốc R. E. Libby, Tư lệnh Lực lượng Thiết giáp Tuần dương Hạm đội Đại Tây Dương.
Từ tháng 1 đến tháng 4, 1955, Iowa thực hiện chuyến đi kéo dài sang vùng biển Địa Trung Hải trong vai trò soái hạm của Tư lệnh Đệ Lục hạm đội. Quay trở về Hoa Kỳ, nó lên đường vào ngày 1 tháng 6 cho một chuyến đi thực tập dành cho học viên sĩ quan, và sau đó quay trở về Norfolk, Virginia để được đại tu trong bốn tháng. Trong những năm tiếp theo, con tàu hoạt động huấn luyện và thực tập cho đến ngày 4 tháng 1, 1957, khi nó khởi hành từ Norfolk cho một lượt hoạt động cùng Đệ Lục hạm đội tại Địa Trung Hải. Sau khi hoàn tất và quay trở về, nó thực hiện chuyến đi huấn luyện cho học viên sĩ quan đến Nam Mỹ, và tham gia một cuộc Duyệt binh hải quân quốc tế ngoài khơi Hampton Roads, Virginia vào ngày 13 tháng 6, 1957.

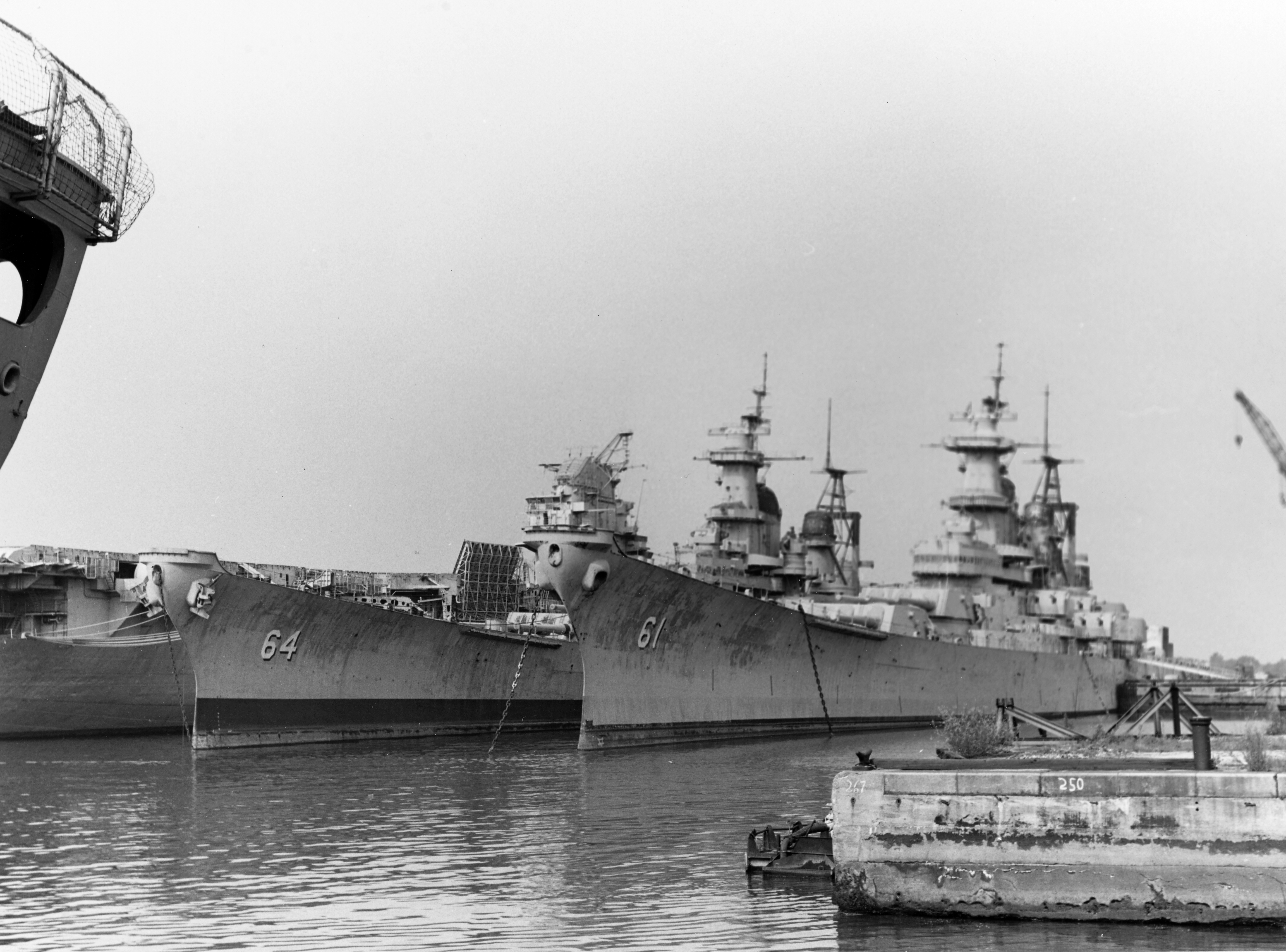
USS Iowa neo đậu bên cạnh thiết giáp hạm và tàu sân bay trong thành phần hạm đội dự bị tại Philadelphia, 8 tháng 7, 1978

Iowa lên đường đi Scotland vào ngày 3 tháng 9, 1957 để tham gia cuộc cuộc Tập trận “Strikeback” của Khối NATO, và quay trở về Norfolk vào ngày 28 tháng 9. Nó lại rời Hampton Roads vào ngày 22 tháng 10 để đi đến Xưởng hải quân Philadelphia, nơi con tàu được cho xuất biên chế vào ngày 24 tháng 2, 1958, và được đưa về Hạm đội Dự bị Đại Tây Dương, neo đậu tại Philadelphia.

## Tái hoạt động (1982–1984)

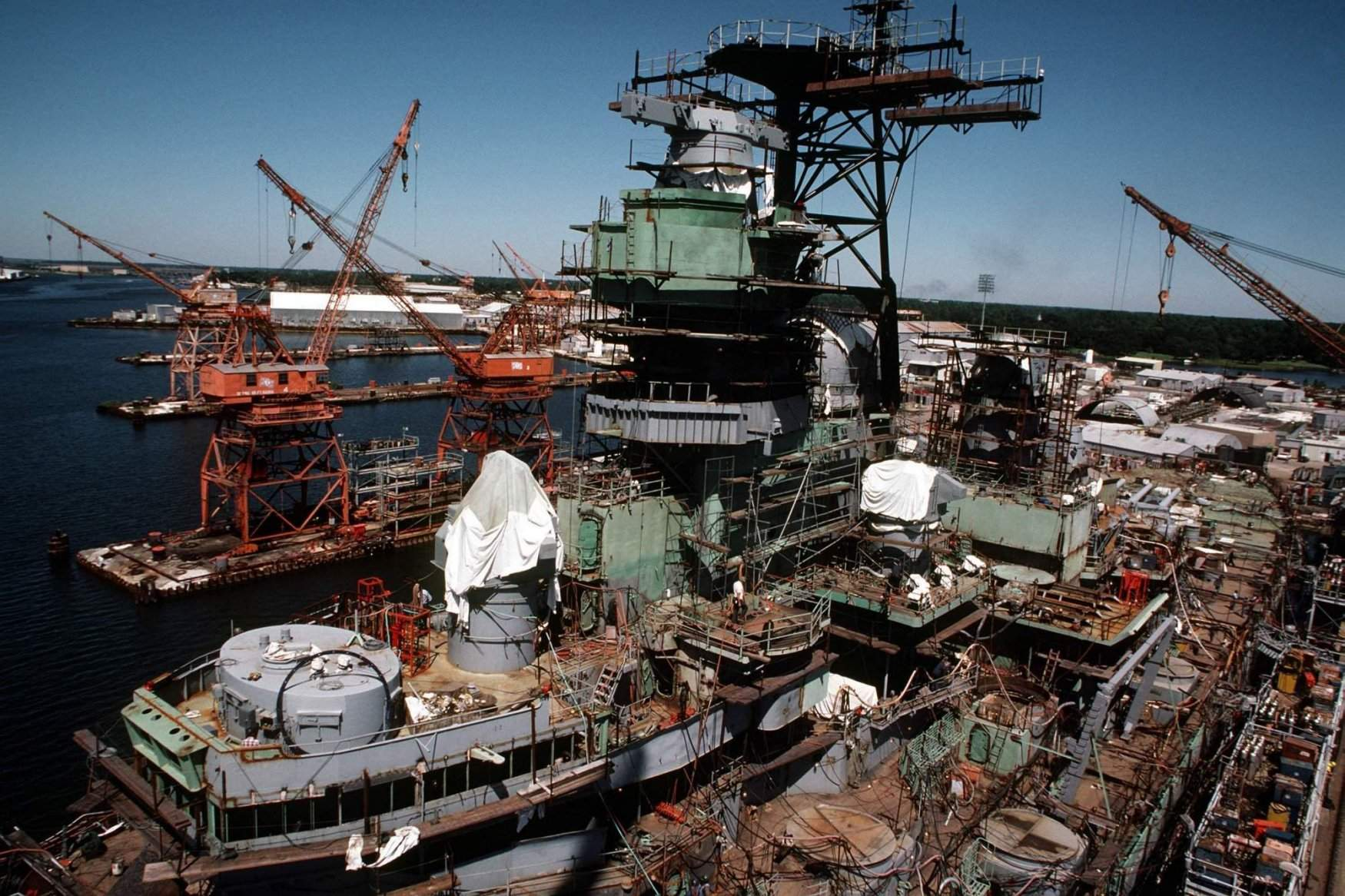
Iowa trong ụ nổi đang được hiện đại hóa

Như một phần trong nỗ lực Hải quân 600 tàu chiến của Tổng thống Ronald Reagan và Bộ trưởng Hải quân John F. Lehman, Iowa được kích hoạt trở lại và được chuyển đến Xưởng tàu Avondale gần New Orleans, Louisiana để tái trang bị và hiện đại hóa trước khi tái biên chế. Trong quá trình sửa chữa, mọi khẩu pháo phòng không Oerlikon 20 mm và Bofors 40 mm còn lại đều được tháo dỡ vì hoàn toàn vô hiệu trước máy bay tiêm kích phản lực và tên lửa chống hạm hiện đại. Ngoài ra, hai khẩu pháo 5 inch (127 mm) đặt giữa tàu và phía sau hai bên mạn trái và mạn phải cũng bị tháo dỡ.
Iowa được kéo đến xưởng tàu của hãng Ingalls Shipbuilding tại Pascagoula, Mississippi,  và trong nhiều tháng tiếp theo nó được nâng cấp với những hệ thống vũ khí tiên tiến nhất sẵn có. Trong số những vũ khí mới có bốn dàn phóng Mk 141 bốn nòng dùng cho 16 tên lửa đối hạm AGM-84 Harpoon, tám dàn phóng hộp bọc thép (ABL: Armored Box Launcher) bốn nòng dùng cho 32 tên lửa hành trình BGM-109 Tomahawk, cùng bốn hệ thống vũ khí phòng thủ tầm gần (CIWS: Close-in weapon system) Phalanx CIWS nhằm đánh chặn tên lửa chống hạm hay máy bay đối phương.  Nó là chiếc thiết giáp hạm đầu tiên được trang bị RQ-2 Pioneer, mang theo tối đa tám chiếc máy bay không người lái điều khiển từ xa này để thay thế cho máy bay trực thăng trong vai trò trinh sát pháo binh cho chín khẩu pháo 16 inch (406 mm)/50-caliber Mark 7. Trong lượt hiện đại hóa này nó cũng được nâng cấp các hệ thống radar và kiểm soát hỏa lực dành cho pháo và tên lửa, và cải thiện khả năng tác chiến điện tử. Với cấu hình như vậy, nó được cho tái biên chế trước thời hạn vào ngày 28 tháng 4, 1984 dưới quyền chỉ huy của Hạm trưởng, Đại tá Hải quân Gerald E. Gneckow, với chi phí nằm trong khoản dự toán 500 triệu Đô-la Mỹ. Nhằm mục đích đưa con tàu ra phục vụ trước thời hạn, nhiều công việc sửa chữa động cơ và pháo của Iowa vẫn chưa hoàn tất, và việc thanh tra bắt buộc của Ủy ban Thanh tra và Khảo sát Hải quân Mỹ đã được bỏ qua.

### Chạy thử máy và tập trận NATO (1984–1989)

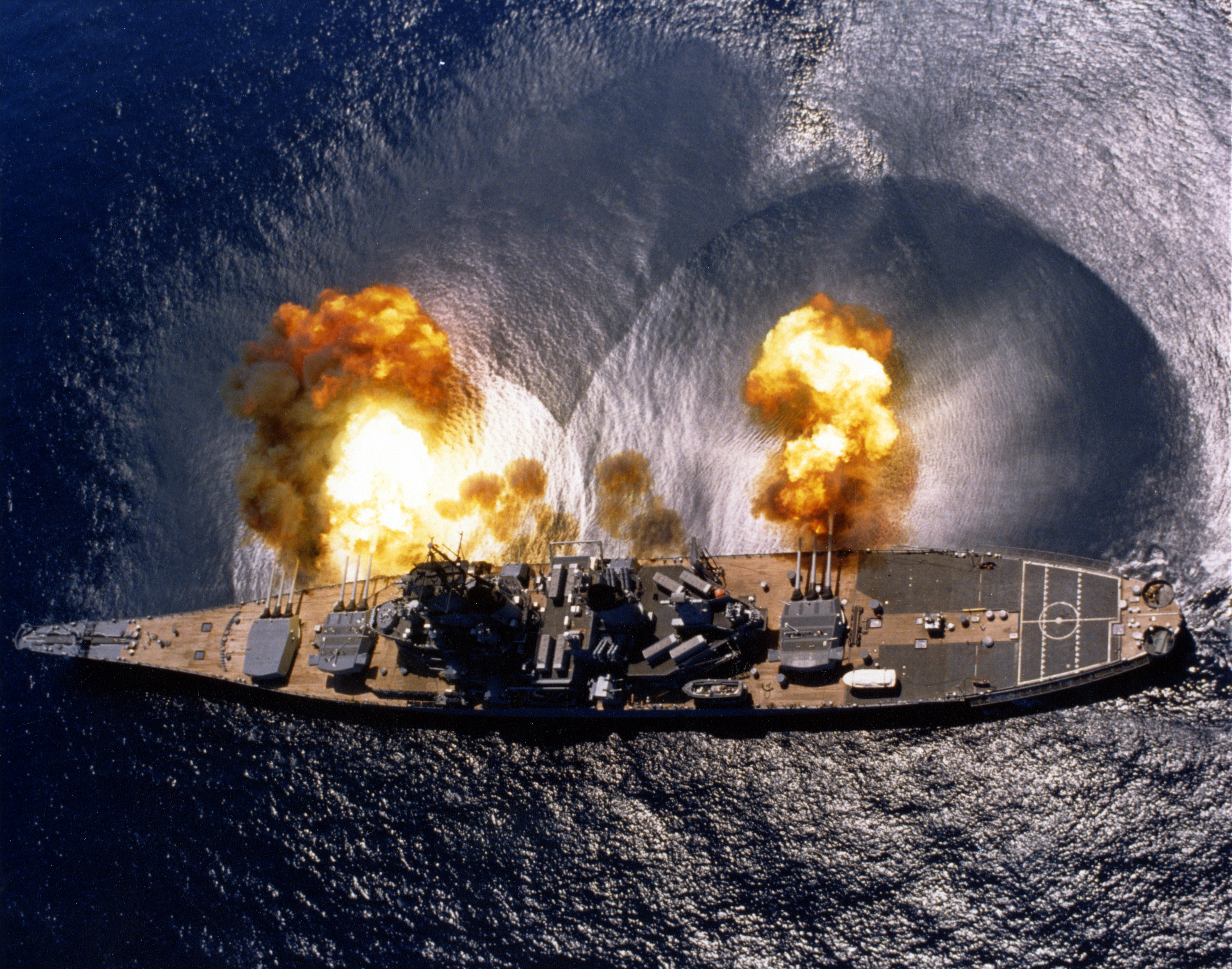
Iowa bắn toàn bộ qua mạn chín khẩu pháo 16 in/50-caliber và sáu khẩu pháo 5 in/38-caliber trong một cuộc thực tập tác xạ tại Vieques, Puerto Rico, ngày 1 tháng 7, 1984.

Iowa trải qua đợt huấn luyện ôn tập và chuẩn nhận hoạt động hỗ trợ hải pháo tại Đại Tây Dương từ tháng 4 đến tháng 8, 1984, rồi trải qua thời gian còn lại của năm 1984 chạy thử máy tại vùng biển Trung Mỹ. Trong giai đoạn này nó đã tham gia nhiều chiến dịch cứu giúp nhân đạo, đặc biệt là tại Costa Rica và Honduras. Nó quay trở về Hoa Kỳ vào tháng 4, 1985 cho một đợt bảo trì thường xuyên.
Vào tháng 8, 1985, cùng với khoảng 160 tàu chiến khác, Iowa tham gia cuộc Tập trận Ocean Safari, một đợt cơ động hải quân trong Khối NATO nhằm trắc nghiệm khả năng kiểm soát đường biển và duy trì việc tự do lưu thông hàng hải. Do thời tiết xấu, nó cùng các tàu khác buộc phải di chuyển ra khỏi vùng biển động, nhưng chiếc thiết giáp hạm tận dụng cơ hội này để thực hành ẩn nấp khỏi lực lượng đối phương, và trong đợt hoạt động này đã vượt qua vòng Bắc Cực. Đến tháng 10, nó tham gia các hoạt động tại biển Baltic và đã bắn các cỡ pháo Phalanx, 5 inch (127 mm) và 16 inch (406 mm) tại biển Baltic vào ngày 17 tháng 10 khi hoạt động cùng các tàu chiến Hoa Kỳ và đồng minh khác. Con tàu quay trở về Hoa Kỳ sau khi kết thúc đợt tập trận.
Từ ngày 17 tháng 3, 1986, Iowa trải qua đợt thanh tra của Ủy ban Thanh tra và Khảo sát Hải quân Mỹ, dưới sự giám sát của Chuẩn đô đốc John D. Bulkeley. Con tàu không vượt qua được đợt thanh tra này, khi đô đốc Bulkeley nhận thấy con tàu không thể đạt được tốc độ tối đa khi chạy hết năng lực động cơ. Cá nhân Bulkeley đã đề nghị lên Tư lệnh Tác chiến Hải quân và Bộ trưởng Lehman nên rút Iowa khỏi hoạt động thường trực ngay lập tức. Bác bỏ đề xuất này, Lehman ra lệnh cho các lãnh đạo Hạm đội Đại Tây Dương phải đảm bảo mọi khiếm khuyết của chiếc thiết giáp hạm phải được sửa chữa.
Sau đó Iowa quay trở lại vùng biển Trung Mỹ, thực hành huấn luyện và tập trận đồng thời duy trì sự hiện diện quân sự tại các nước láng giềng. Vào ngày 4 tháng 7, 1986, Tổng thống Ronald Reagan cùng Đệ Nhất Phu nhân Nancy Reagan đã có mặt trên chiếc thiết giáp hạm để tham gia cuộc Duyệt binh Hạm đội Quốc tế được tổ chức tại sông Hudson.
Iowa khởi hành vào ngày 17 tháng 8, 1986 để đi sang vùng biển Bắc Đại Tây Dương, và vào tháng 9 đã tham gia cuộc Tập trận Northern Wedding khi vận chuyển binh lính Thủy quân Lục chiến đổ bộ và hỗ trợ hải pháo cho máy bay trực thăng. Trong cuộc tập trận nó đã nả pháo xuống khu vực mũi Wrath, Scotland hỗ trợ cho một cuộc đổ bộ mô phỏng vào các ngày 5 và 6 tháng 9, đã bắn tổng cộng 19 quả đạn pháo 16 inch (406 mm) và 32 quả đạn 5 inch (127 mm) trong vòng mười giờ tập trận trong khi phải hoạt động trong hoàn cảnh thời tiết không thuận lợi và biển động mạnh. Trong đợt tập trận bắn đạn thật, một số thủy quân Lục chiến phối thuộc cùng Iowa đã đổ bộ lên bờ để trinh sát và hiệu chỉnh pháo binh.  Kết thúc cuộc tập trận, con tàu viếng thăm các cảng Anh và Tây Đức trước khi quay trở về Hoa Kỳ vào tháng 10.

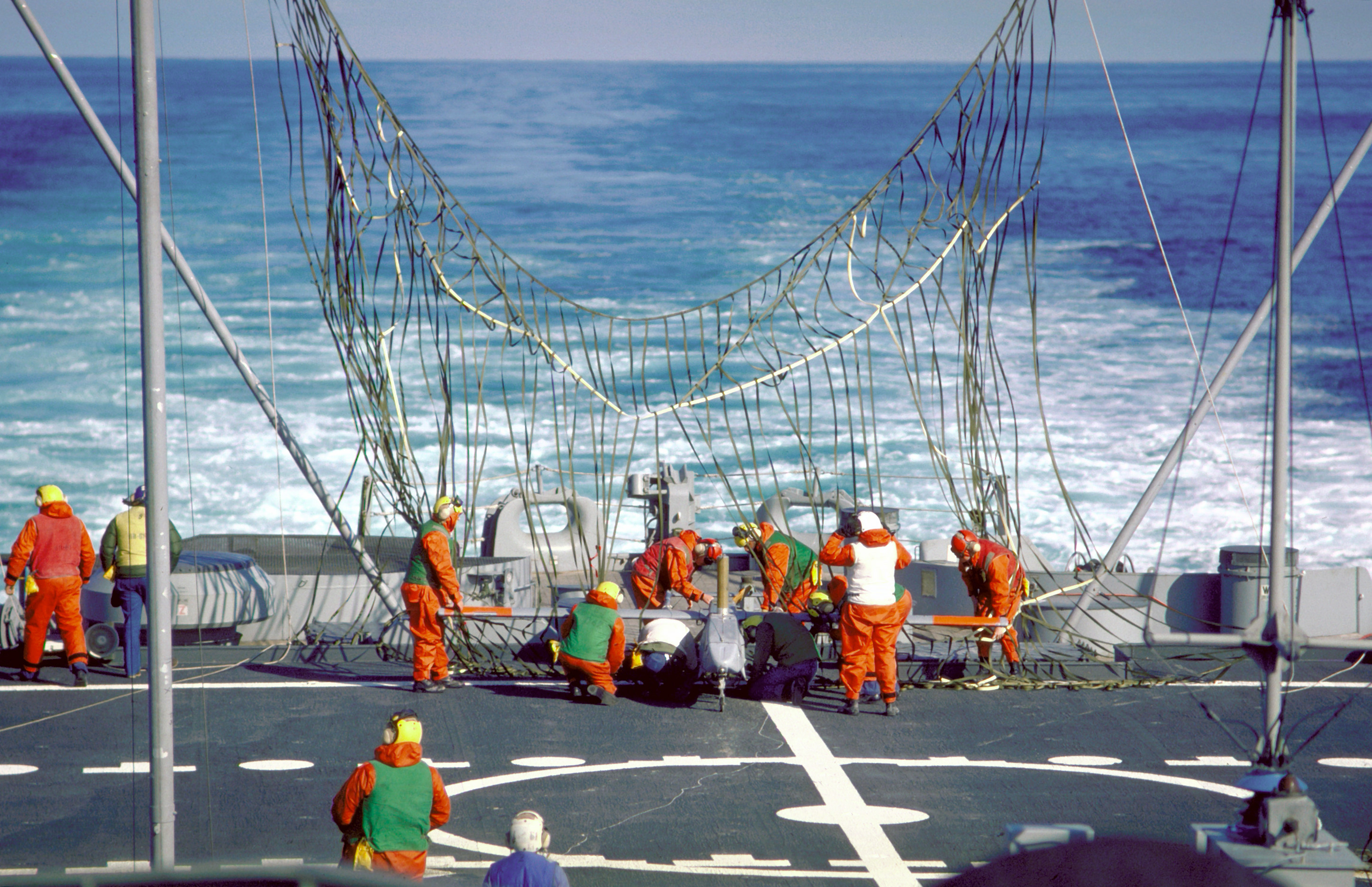
Thủy thủ đang thu hồi một máy bay không người lái RQ-2 Pioneer trên Iowa.

Sang tháng 12, Iowa phục vụ như nền tảng để thử nghiệm phương tiện bay không người lái (UAV) RQ-2 Pioneer, được thiết kế cho vai trò trinh sát pháo binh trên không. Pháo thủ trên tàu có thể theo dõi điểm rơi của đạn pháo mà không cần nhờ đến thủy phi cơ hay máy bay trực thăng trinh sát. RQ-2 vượt qua được mọi thử nghiệm và được áp dụng lần đầu tiên trên chiếc thiết giáp hạm nội trong tháng đó.
Từ tháng 1 đến tháng 9, 1987, Iowa hoạt động tại các vùng biển Trung Mỹ, tham gia nhiều cuộc tập trận hạm đội cho đến khi lên đường vào ngày 10 tháng 9 để đi sang khu vực Địa Trung Hải, nơi nó gia nhập cùng Đệ Lục hạm đội. Con tàu ở lại khu vực này cho đến ngày 22 tháng 10 khi nó tách khỏi Đệ Lục hạm đội để đi sang Bắc Hải. Trong khuôn khổ Chiến dịch Earnest Will, nó băng qua kênh đào Suez vào ngày 25 tháng 11 để đi sang khu vực vịnh Ba Tư, lúc này đang là chiến trường trong bối cảnh cuộc Chiến tranh Iran-Iraq. Sự hiện hiện của lực lượng hải quân Hoa Kỳ trong khu vực là nhằm đáp ứng một thỉnh cầu chính thức từ phía chính phủ Kuwait, khi tàu chở dầu của họ bị lực lượng của Iran tấn công, mà sau này được gọi là giai đoạn "Chiến tranh tàu dầu" trong cuộc Chiến tranh Iran-Iraq. Nó cùng các tàu chiến khác hoạt động tại vùng vịnh đã hộ tống để bảo vệ các tàu dầu đi từ cảng ra đại dương; nhưng do luật Hoa Kỳ không cho phép họ hộ tống quân sự cho một tàu dân sự mang cờ nước ngoài, những chiếc tàu dầu phải treo cờ Hoa Kỳ và mang tên của Hoa Kỳ. Chiếc thiết giáp hạm làm nhiệm vụ này tại vịnh Ba Tư và eo biển Hormuz cho đến hết năm 1987.
Rời vùng vịnh Ba Tư vào ngày 20 tháng 2, 1988, Iowa đi ngược trở lại kênh đào Suez cho hành trình quay trở về Hoa Kỳ, về đến Norfolk vào ngày 10 tháng 3, nơi con tàu được bảo trì thường lệ. Vào tháng 4, con tàu tham gia các lễ hội nhân Tuần lễ Hạm đội trước khi đi đến Norfolk để đại tu. Vào ngày 23 tháng 5, Đại tá Hải quân Fred Moosally tiếp nhận vị trí hạm trưởng con tàu; và sau khi hoàn tất việc đại tu, Moosally đưa con tàu ra khơi để chạy thử máy tại vịnh Chesapeake vào ngày 25 tháng 8.  Moosally gặp khó khăn khi đưa con tàu đi qua vùng nước nông, và trong khi cơ động con tàu đã suýt va chạm với tàu frigate Moinester (FF-1097) tàu khu trục Farragut (DDG-37) và tàu tuần dương South Carolina (CGN-37), trước khi Iowa bị mắc cạn tại bãi bùn mềm cạnh tuyến luồng chính ra vào vịnh Chesapeake. Chiếc thiết giáp hạm thoát ra được sau một giờ mà không bị hư hại và quay trở về cảng. Con tàu tiếp tục chạy thử máy trong tháng 8 và tháng 9 trước khi chuyển sang hoạt động huấn luyện ôn tập tại vùng biển Florida và Puerto Rico trong tháng 10.
Vào ngày 20 tháng 1, 1989, trong một cuộc thử nghiệm tác xạ không được phê chuẩn rõ ràng ngoài khơi đảo Vieques, Puerto Rico, Iowa đã bắn một quả đạn pháo 16 inch (406 mm) đạt tầm xa 23,4 nmi (27 mi; 43 km), đạt một kỷ lục mới về tầm xa nhất mà một quả đạn pháo 16-inch từng được bắn. Sang tháng 2, con tàu lên đường đi New Orleans để viếng thăm cảng trước khi lên đường đi Norfolk. Vào ngày 10 tháng 4, Tư lệnh Đệ Nhị hạm đội viếng thăm tàu, và đến ngày 13 tháng 4, chiếc thiết giáp hạm lên đường tham gia một cuộc tập trận hạm đội.

### Vụ nổ tháp pháo 1989

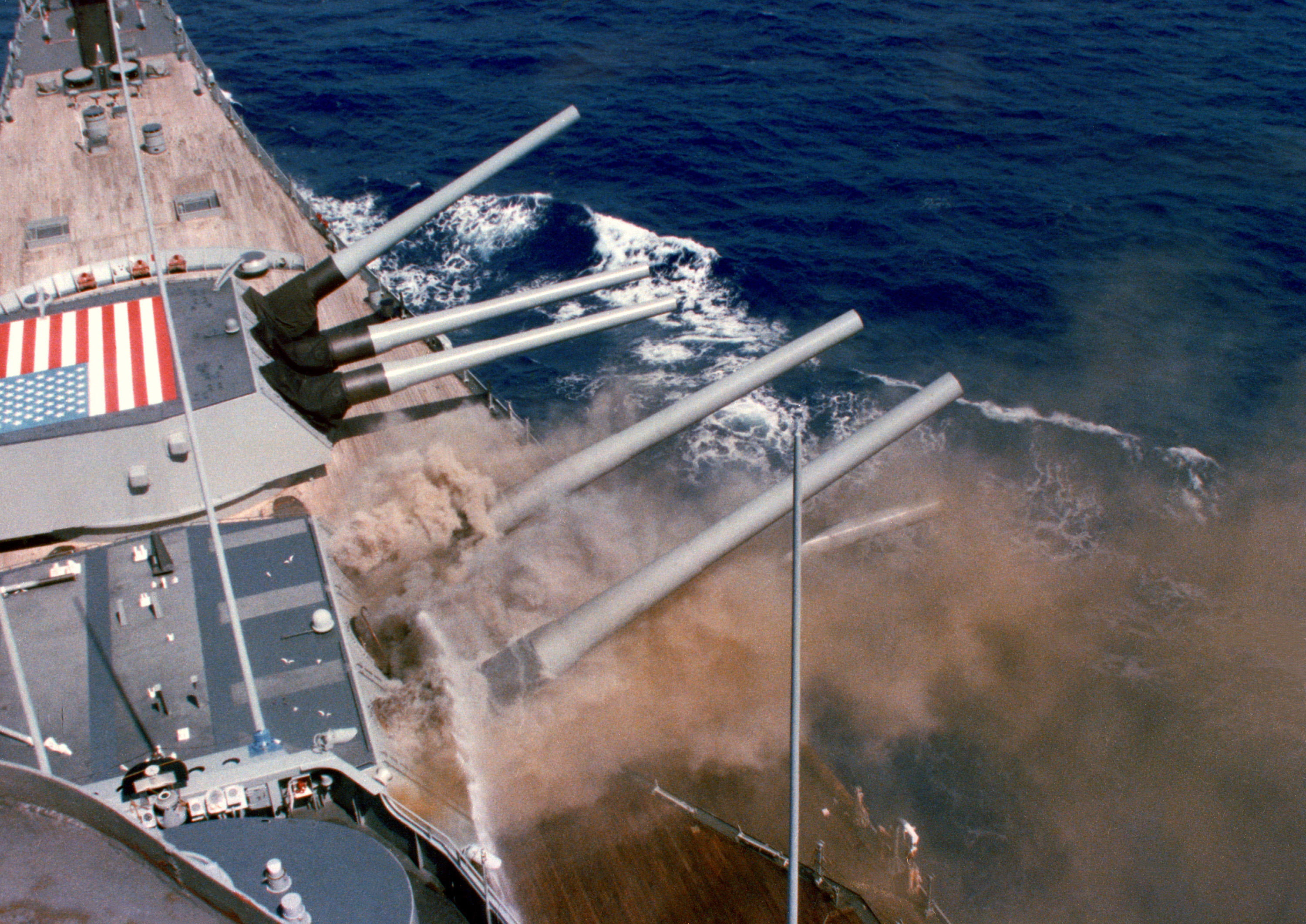
Khói tuôn ra từ tháp pháo số 2 sau vụ nổ bên trong tháp pháo, ngày 19 tháng 4 năm 1989.

Lúc 9 giờ 55 phút ngày 19 tháng 4, 1989, một vụ nổ đã xảy ra bên trong tháp pháo 16 inch (406 mm) số hai, làm thiệt mạng 47 người. Một pháo thủ có mặt trong phòng thuốc phóng đạn pháo đã nhanh chóng làm ngập nước hầm thuốc phóng số hai, nhờ vậy đã ngăn ngừa một thảm kịch tồi tệ hơn có thể xảy ra cho con tàu. Thoạt tiên các nhà điều tra nêu lên giả thuyết rằng một trong các thủy thủ đã thiệt mạng, Clayton Hartwig, đã kích hoạt một thiết bị nổ để tự sát sau khi chấm dứt mối quan hệ đồng tính của anh với một thủy thủ khác. Để chứng minh cho điều này các nhà điều tra đã viện dẫn nhiều yếu tố, bao gồm hồ sơ bảo hiểm nhân thọ của Hartwig, trong đó chỉ ra Kendall Truitt là người thụ hưởng duy nhất trong trường hợp tử vong, sự hiện diện của những vật liệu bất thường trong tháp pháo số hai, và trạng thái tâm thần của Hartwig đang được xem là không ổn định.
Mặc dù Hải quân Hoa Kỳ hài lòng với kết quả của cuộc điều tra, vẫn có nhiều ý kiến nghi ngờ kết luận trên, cho đến tháng 10¸ 1991 khi các ý kiến chỉ trích ngày càng gia tăng, Quốc hội yêu cầu mở lại cuộc điều tra. Được tiến hành bởi những thanh tra viên độc lập, cuộc điều tra thứ hai gặp rất nhiều khó khăn do hầu hết những mảnh vỡ ban đầu đã được hải quân thu dọn và thải bỏ trước hoặc sau cuộc điều tra thứ nhất.  Dù sau họ cũng tìm thấy những chứng cứ cho thấy vụ nổ là do tai nạn nổ thuốc phóng đạn pháo hơn là một hành động cố ý phá hoại.
Trong lúc Iowa đang được tân trang và hiện đại hóa, tàu chị em New Jersey (BB-62) đang được phái đi Lebanon để tham gia lực lượng gìn giữ hòa bình tại khu vực Trung Đông; là chiếc thiết giáp hạm duy nhất hoạt động vào lúc đó.  Nhằm mục đích nhanh chóng có được một thiết giáp hạm thứ hai trong biên chế để thay phiên cho New Jersey, việc hiện đại hóa Iowa đã được thúc đẩy nhanh hơn, để nó lại trong một tình trạng kém khi nhập biên chế vào năm 1984. Đại tá Hạm trưởng Fred Moosally cũng tập trung chú ý nhiều hơn vào vấn đề bảo quản vũ khí tên lửa hơn là huấn luyện thực hành hải pháo.  Ngoài ra hải quân cũng đã bảo quản không phù hợp thuốc phóng dùng để sử dụng trên chiếc thiết giáp hạm; chúng được chứa trên sà lan neo đậu tại Yorktown, Virginia và phơi ra dưới ánh nắng cùng nhiều yếu tố khác làm giảm chất lượng thuốc phóng đạn pháo.
Thuốc phóng cùng lô liên quan đến tai nạn đã được thử nghiệm, và phát hiện thấy có vấn đề cháy tự phát; lô thuốc này đã được sản xuất từ thập niên 1930, và đã bảo quản không đúng cách khi được cất giữ tạm thời trên một sà lan khi Iowa vào ụ tàu để đại tu vào năm 1988. Khi bị phân hủy, thuốc phóng phóng thích ra khí ether vốn dễ bắt lửa và sẽ cháy khi gặp tia lửa. Phát hiện quan trọng này đã làm thay đổi quan điểm của Hải quân đối với sự cố, và Đô đốc Frank Kelso, Tư lệnh Tác chiến Hải quân đương nhiệm, đã công khai xin lỗi gia đình Hartwig, kết luận rằng không có chứng cứ rõ rệt chứng tỏ anh ta cố ý giết hại những người khác. Tuy nhiên đồng thời ông cũng chỉ ra rằng cũng không đủ chứng cứ để miễn trừ Hartwig khỏi những cáo buộc. Điều này đã khiến gia đình của Hartwig nộp đơn kiện Hải quân, đòi bồi thường thiệt hại 12 triệu Đô-la. Đại tá hạm trưởng Fred Moosally đã bị phê phán nặng nề bởi cung cách xử lý vấn đề; và do hậu quả của tai nạn, Hải quân đã thay đổi quy trình xử lý thuốc phóng dành cho thiết giáp hạm.
Sự cố này trở thành tai nạn gây chết người nhiều nhất trong suốt hoạt động trong thời bình của Hải quân Hoa Kỳ. Nó vượt quá số tổn thất nhân mạng mà USS Stark (FFG-31), một tàu frigate tên lửa điều khiển lớp Oliver Hazard Perry chịu đựng sau khi trúng hai tên lửa Exocet phóng từ một máy bay Iraq năm 1987.

## Hạm đội dự bị và tàu bảo tàng (từ năm 1990)

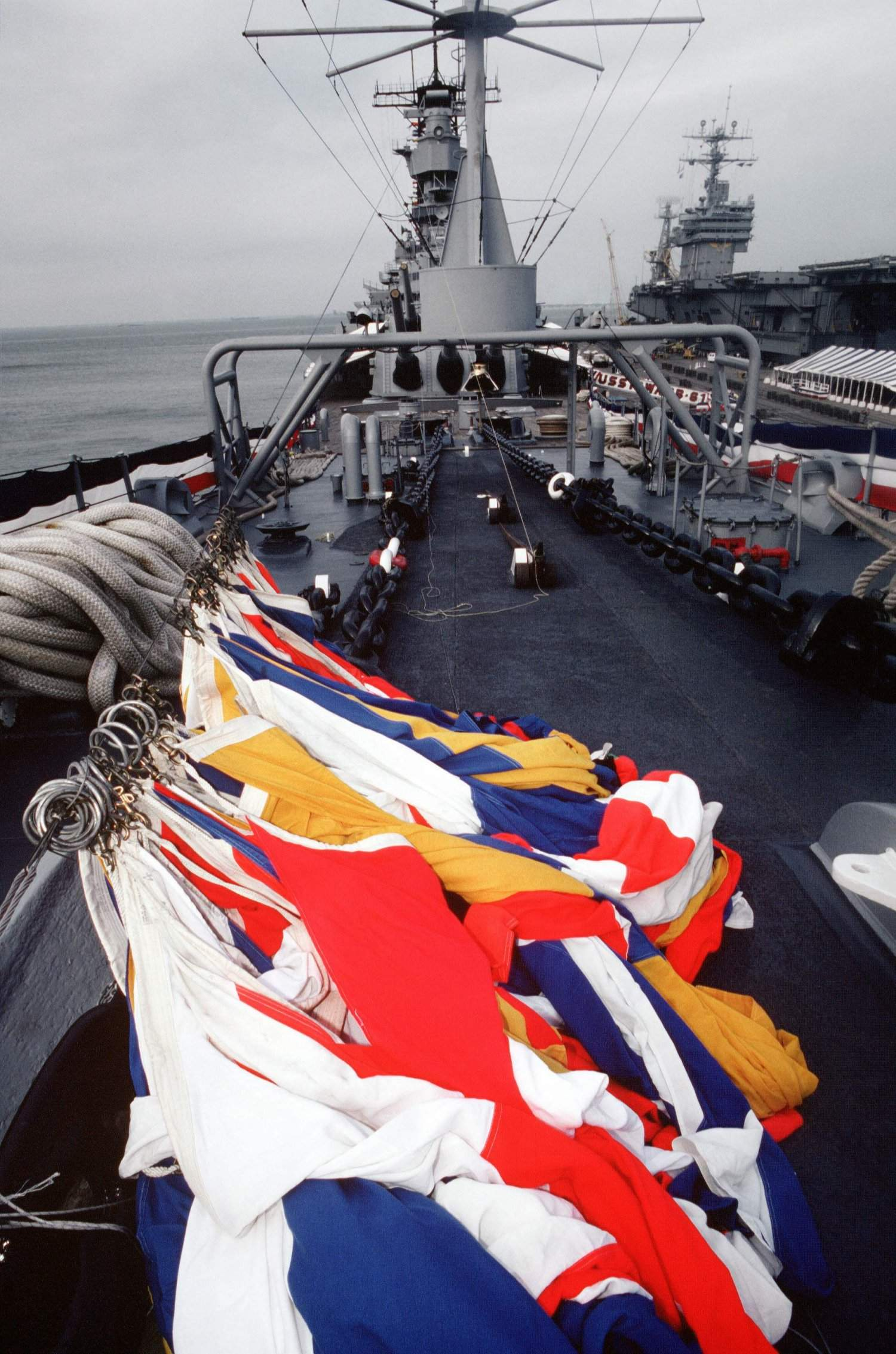
Dãi cờ hiệu được hạ xuống sàn tàu gần mũi tàu của Iowa, sau khi kết thúc lễ xuất biên chế tại Norfolk, Virginia, năm 1990

Cùng với việc Liên Xô tan rã vào đầu thập niên 1990 khiến không còn một mối đe dọa lớn trực tiếp nào đến an ninh quốc gia, Hoa Kỳ đi vào một thời kỳ cắt giảm ngân sách quốc phòng, và thiết giáp hạm được xem là không kinh tế so với hiệu quả. Vì vậy Iowa được cho xuất biên chế lần sau cùng vào ngày 26 tháng 10 năm 1990, sau tổng cộng 19 phục vụ trong biên chế. Nó là chiếc thiết giáp hạm tái biên chế đầu tiên được cho ngừng hoạt động, vốn sớm hơn kế hoạch do tháp pháo bị hư hại sau vụ nổ. Con tàu thoạt tiên neo đậu tại Xưởng hải quân Philadelphia trước khi chuyển đến lưu giữ tại Căn cứ Hải quân Newport ở Newport, Rhode Island từ ngày 24 tháng 9, 1998 đến ngày 8 tháng 3, 2001. Iowa sau đó được kéo sang vùng bờ Tây tại vùng biển California, đi đến vịnh Suisun gần San Francisco vào ngày 21 tháng 4, 2001 và gia nhập Hạm đội Dự bị Thái Bình Dương cho đến khi một lần nữa được rút tên khỏi danh sách Đăng bạ Hải quân vào tháng 3, 2006. Nó ở lại vịnh Suisun cho đến tháng 11, 2011.
Điều 1011 của Đạo luật Ủy quyền Phòng vệ Quốc gia năm 1996 yêu cầu Hải quân giữ lại hai thiết giáp hạm lớp Iowa trong danh sách Đăng bạ Hải quân đã rút đăng bạ năm 1995. Những chiếc này được giữ lại cùng hạm đội dự bị, phải được đảm bảo trong tình trạng vật chất tốt đề phòng tình huống cần huy động trong các chiến dịch đổ bộ của Thủy quân Lục chiến. Do Iowa bị hư hại tháp pháo, Hải quân đã chọn giữ lại New Jersey trong thành phần hạm đội dự bị, cho dù cơ cấu xoay tháp pháo 16 inch (406 mm) của New Jersey đã bị hàn kín. Chi phí để sửa chữa New Jersey được ước lượng sẽ ít tốn kém hơn việc sửa chữa tháp pháo của Iowa; nên New Jersey và Wisconsin được cho vào danh sách Đăng bạ Hải quân và giữ lại cùng hạm đội dự bị.

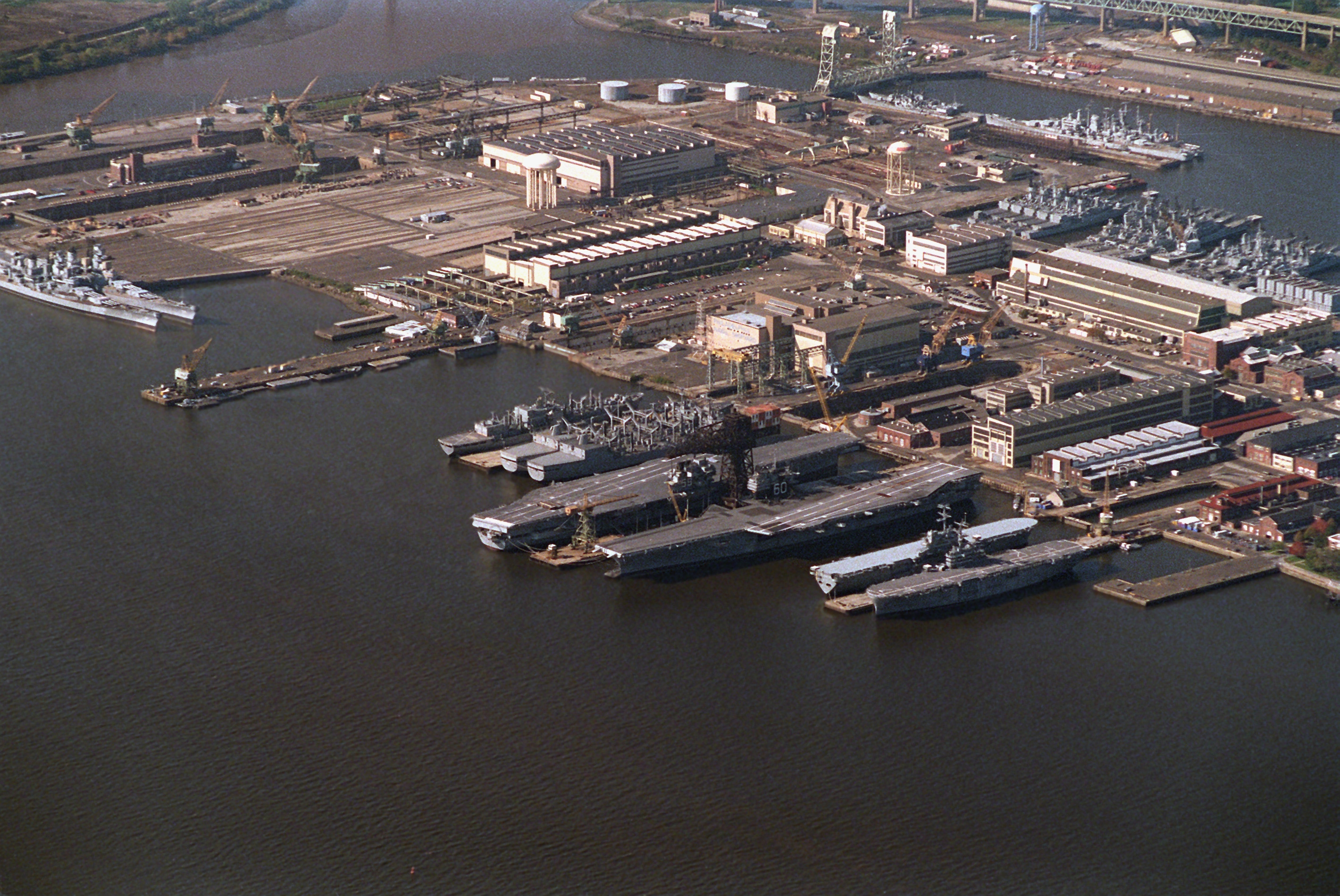
Cơ sở Bảo trì Tàu ngưng hoạt động tại Xưởng hải quân Philadelphia vào năm 1995; Iowa đang neo đậu ở góc trái, bên cạnh thiết giáp hạm. Các tàu khác trong ảnh bao gồm,,, và.

Tuy nhiên đến năm 1999, Đạo luật Ủy quyền Phòng vệ Quốc gia Strom Thurmond yêu cầu Hải quân giữ lại hai thiết giáp hạm Iowa và Wisconsin trong danh sách Đăng bạ Hải quân; luật cũng quy định chuyển New Jersey vào danh sách sẽ được trao tặng cho một tổ chức phi lợi nhuận.  Hải quân đã bàn giao New Jersey vào tháng 1, 1999 để bảo tồn như một tàu bảo tàng tại tiểu bang New Jersey.
Vào ngày 17 tháng 3, 2006, Bộ trưởng Hải quân quyết định rút tên Iowa và Wisconsin khỏi danh sách Đăng bạ Hải quân Hoa Kỳ, dọn đường để những thiết giáp hạm này cũng được trao tặng cho một tổ chức phi lợi nhuận để bảo tồn như một tàu bảo tàng. Tuy nhiên Quốc hội lại bày tỏ mối "quan ngại sâu sắc" về việc mất đi khả năng hỗ trợ hải pháo từ những thiết giáp hạm. Như một giải pháp tạm thời, Đạo luật Ủy quyền Phòng vệ Quốc gia năm 2006 yêu cầu duy trì những thiết giáp hạm này trong tình trạng sẵn sàng đề phòng có thể cần huy động trở lại. Những biện pháp mà Quốc hội yêu cầu Hải quân tiến hành hầu như lặp lại ba điều kiện ban đầu vốn đã được nêu trong Đạo luật Ủy quyền Phòng vệ Quốc gia năm 1996 để bảo trì Iowa trong thành phần hạm đội dự bị.

## Phần thưởng
Iowa được tặng thưởng chín Ngôi sao Chiến trận do thành tích phục vụ trong Thế Chiến II, và được tặng thêm hai Ngôi sao Chiến trận khác khi hoạt động trong cuộc Chến tranh Triều Tiên. Ngoài ra con tàu còn được những phần thưởng sau:
| Bronze star |                                                                     |                           |
|             | Silver star · Bronze star · Bronze star · Bronze star · Bronze star |                           |
|             | Bronze star                                                         | Bronze star · Bronze star |
|             | Bronze star · Bronze star                                           |                           |
|             | Bronze star · Bronze star                                           |                           |

| Đơn vị Tuyên dương Anh dũng với 1 Ngôi sao Chiến trận | Đơn vị Tuyên dương Anh dũng với 1 Ngôi sao Chiến trận | Đơn vị Tuyên dương Anh dũng với 1 Ngôi sao Chiến trận                   | Dãi băng Hiệu quả Hải quân với 4 lượt tặng thưởng                       | Dãi băng Hiệu quả Hải quân với 4 lượt tặng thưởng        | Dãi băng Hiệu quả Hải quân với 4 lượt tặng thưởng        |
| Huân chương Chiến dịch Hoa Kỳ                         | Huân chương Chiến dịch Hoa Kỳ                         | Huân chương Chiến dịch Châu Á-Thái Bình Dương với 9 Ngôi sao Chiến trận | Huân chương Chiến dịch Châu Á-Thái Bình Dương với 9 Ngôi sao Chiến trận | Huân chương Chiến thắng Thế Chiến II                     | Huân chương Chiến thắng Thế Chiến II                     |
| Huân chương Phục vụ Chiếm đóng Hải quân               | Huân chương Phục vụ Chiếm đóng Hải quân               | Huân chương Phục vụ Phòng vệ Quốc gia với 1 Ngôi sao Chiến trận         | Huân chương Phục vụ Phòng vệ Quốc gia với 1 Ngôi sao Chiến trận         | Huân chương Phục vụ Triều Tiên với 2 Ngôi sao Chiến trận | Huân chương Phục vụ Triều Tiên với 2 Ngôi sao Chiến trận |
| Huân chương Viễn chinh Lực lượng Vũ trang             | Huân chương Viễn chinh Lực lượng Vũ trang             | Dãi băng Biệt phái Phục vụ Biển với 2 Ngôi sao Chiến trận               | Dãi băng Biệt phái Phục vụ Biển với 2 Ngôi sao Chiến trận               | Đơn vị Tuyên dương Tổng thống (Cộng hòa Philippine)      | Đơn vị Tuyên dương Tổng thống (Cộng hòa Philippine)      |
| Đơn vị Tuyên dương Tổng thống (Hàn Quốc)              | Đơn vị Tuyên dương Tổng thống (Hàn Quốc)              | Huân chương Giải phóng Philippine với 2 Ngôi sao Chiến trận             | Huân chương Giải phóng Philippine với 2 Ngôi sao Chiến trận             | Huân chương Liên Hợp Quốc Phục vụ Triều Tiên             | Huân chương Liên Hợp Quốc Phục vụ Triều Tiên             |